# Kostel svatého Prokopa (Stříbrnice)
Kostel svatého Prokopa ve Stříbrnicích je římskokatolický farní kostel v okrese Uherské Hradiště, v uherskohradištském děkanátu a olomoucké arcidiecézi. Byl postaven v novorománském slohu v letech 1906–1908.

## Historie
V roce 1906 byla založena Jednota sv. Prokopa, která měla za cíl postavit ve Stříbrnicích kostel. Buchlovský kaplan Martin Bogar pro tuto myšlenku získal říšského poslance Antonína Stojana. Ten se do značné míry zasloužil o povolení stavby. Pro kostel byl zakoupen domek a pozemek manželů Vincence a Filomény Náplavových. Sousední fara byla postavena asi 20 metrů jihozápadně od kostela na bývalém pozemku Matěje Kutálka. Základní kámen byl posvěcen v říjnu 1907.
Stavba kostela i sousední fary byla zahájena v roce 1906 a 11. listopadu 1908 byl vysvěcen. Stříbrnická farnost vznikla 4. července 1910 a prvním farářem se stal právě Martin Bogar, rodák z Blatnice. Stříbrnice patřily do buchlovského panství a majitel panství Leopold Berchtold, velvyslanec v Rusku a pozdější rakousko-uherský ministr zahraničí, se stal donátorem kostela. V roce 2019 proběhla první etapa celkové rekonstrukce chrámu.

## Popis
Kostel je postaven ve výšce 255 m n. m. ve svahu a tvoří dominantu obce. Fasáda je v barvách Panny Marie – modré a bílé. Chrám je jednolodní se dvěma sakristiemi a presbytářem. Presbytář od hlavní lodi odděluje dubové zábradlí. Na hlavním oltáři jsou sochy sv. Prokopa, Panny Marie Sedmibolestné a sv. Jana apoštola. V lodi je na jižní (epištolní) straně dřevěný oltář Panny Marie se svatostánkem a Božím hrobem. Oba oltáře i kazatelna pochází z dílny řezbáře F. Oblettera z tyrolského Grödenu. Na kazatelnu se vstupuje ze sakristie a je vyzdobena dřevěnými reliéfy evangelistů, Nejsvětějšího Srdce Ježíšova a sochou Ježíše Krista. V severní (evangelní) části je kamenná křtitelnice. V lodi je křížová cesta a sochy sv. Terezie, Nejsvětějšího Srdce Ježíšova, sv. Antonína a sv. Judy Tadeáše. Od roku 2019 stojí před kostelem téměř dva metry vysoká socha sv. Prokopa z dubového dřeva slovenské řezbářky Zdenky Jančii. Z východní strany ke kostelu přiléhá hřbitov.

## Zvony
Na věží vysoké 33,3 metru jsou zavěšeny tři zvony. Největší původní zvon darovali manželé Matěj a Marie Kutálkovi, prostřední zvon farář Karel Lysý z Buchlovic a malý zvon kněz a místní rodák František Vlach. Během první světové války byly všechny tři zvony rekvírovány. Do věže byl proto zavěšen alespoň malý zvon z kaple sv. Prokopa. Po válce byly pořízeny tři nové zvony, ale ve druhé světové válce byly dva největší opět zabaveny. Později se občané znovu složili na nové zvony, které slouží dodnes. Malý zvon o váze 3 kg je umístěn v interiéru u sakristie.